# Бостон
Бостон (енгл. Boston) је главни и највећи град државе Масачусетс у САД. Као највећи град Нове Енглеске, Бостон се сматра њеним незваничним економским и културним центром. По попису становништва из 2020. у њему је живело 673.184 становника. Са становницима приградских насеља, Бостон броји 4.899.932 милиона становника.
Бостон је основан 1630. године доласком Енглеза на полуострво Шомут. Током Америчке револуције, крајем 18. века, Бостон је био поприште многих важних битака и политичких преврата, попут Бостонског масакра и Бостонске чајанке. Неколико битака током револуције одиграло се у самом центру данашњег града – опсада Бостона и битка код Банкер Хила. Након револуције, Бостон је постао важан саобраћајни центар захваљујући својој луци на Атлантском океану. Бостон годишње посети 16,3 милиона туриста. Бостон је први град у Сједињеним Државама који је имао основну школу која се финансирала из државног буџета – Латинску школа Бостона (основана 1635. године), први колеџ – Харвард (основан 1636. године), као и први подземни метро.
Бостон је постао важан центар за високо образовање, као и важан центар научних истраживања. Бостон такође има и један од највиших стандарда живота у САД, па је и тиме један од најскупљих градова у САД.

## Географија
Бостон се налази на надморској висини од 43 m. Налази се на обали река Чарлс, Нипонсет и Мистик.
Бостон је веома компактан, прилично набијен и густо насељен град. Највећи разлог компактности овог града је тај што се након насељавања града у 17. веку није много водило рачуна о пројектовању улица и четврти, већ се град спонтано проширивао без неког одређеног урбанистичког плана. Због тога данас једна дугачка улица може да има и по три различита имена, иако се ради о једној улици. Прави пример за то је авенија Хантингтон која се простире од Саут Енда до приградских насеља и при томе мења име од авеније Хантингтон преко Рут 9, до улице Бојлстон. Зато је Бостон често конфузан за нове досељенике и туристе, јер се они могу кретати једном улицом која без икаквог правила мења име из блока у блок. Према званичним подацима сам град Бостона има укупну површину од 232,1 km² (89,6 квадратних миља). Од тога 125.4 km² чини земљиште, док 106.7 km² чини вода. У САД, у градовима са више од 500.000 становника, само је Сан Франциско са приближним бројем становника мањи у површини од Бостона. Надморска висина града Бостона је 5,8 m, док се највиша тачка града, врх брда Белевју, налази на 101 m надморске висине. Најнижа тачка града је на 0 m надморске висине.
Бостон је окружен приградским насељима који чине велики круг око Бостона и у коме највећи број грађана који ради у Бостону и живи. Приградска насеља су Винтроп, Ревир, Челси, Еверет, Самервил, Кембриџ, Вотертаун, Њутон, Бруклин, Нидам, Дедам, Кантон, Милтон и Квинси.
Бостон је у првим вековима свог постојања био саграђен на три брда. Како је број становника растао тако је почело узимање земље са брда, како би се остали део града изравнао. Тако да су данашњи крајеви града Бек Беј и Саут Енд у ствари изграђени на земљишту које је 'скинуто' са брда. Од три првобитна брда, једино је Бикон Хил остао прилично нетакнут. Сам центар града је познат и као најстарији део Бостона у којем се могу наћи старе зграде изграђене од цигле, у просеку са по четири спрата. Велики део града је изграђен од оваквих зграда, које се данас мешају са новијом, најчешће, високом градњом. Високе зграде од преко педесет спратова се налазе највећим делом у Финансијском дистрикту града, али и у самом центру града, где се налази и највиша зграда у Бостону – Хенкок кула. На једној од зграда се налази и антена са разнобојним сијалицама, која показује каква ће бити временска прогноза. У недељним новинама се може наћи мала песмица од четири стиха која објашњава боје:
Када се упаљене сијалице на антени плаве боје, значи да ће бити лепо време без облака. Када плаве сијалице трепере, значи да ће бити облачно. Црвене сијалице означавају долазак кише, док црвене сијалице које трепере означавају снег.
Бостон Комон, који се налази на пола пута између финансијског дистрикта и Бикон Хила, је најстарији парк у САД. Заједно са Бостонском баштом и Смарагдном огрлицом, чини систем отворених паркова, које је осмислио Фредерик Ло Олмстед, како би град остао у зеленилу. Еспланада је шеталиште дуж реке Чарлс, на бостонској страни (на супротној обали се налази град Кембриџ, где су смештени универзитети Харвард и МИТ). Бостон такође има и неколико великих пешчаних плажа које се налазе на обалама Атлантског океана.

### Клима
Бостоном влада континентална клима која је уобичајена у региону. Лета су углавном врућа и спарна, док су зиме веома хладне са пуно снега. Није неуобичајено, ако је зима дуга и хладна, да снег пада чак и у мају и октобру.
Неки од климатских рекорда у Бостону:
- Најранија икада забележена температура од преко 30 °C је била у марту 1998. године
- Само једном у историји мерења се догодило да је фебруару забележена температура од 21 °C.
- Највиша температура икада забележена је била од 40 °C, 4. јула 1911. године.
- Најнижа температура икада забележена је била од -28 °C, 9. фебруара 1934. године.[16]

Најтоплији месец у години је јули, са просечном температуром од 27,7 °C (највиша током дана) и 18,4 °C (најнижа температура током дана). Најхладнији месец је јануар, са просечном температуром од -5,6 °C.
| Клима Бостона              | Клима Бостона | Клима Бостона | Клима Бостона | Клима Бостона | Клима Бостона | Клима Бостона | Клима Бостона | Клима Бостона | Клима Бостона | Клима Бостона | Клима Бостона | Клима Бостона | Клима Бостона    |
| Показатељ \ Месец          | .Јан.         | .Феб.         | .Мар.         | .Апр.         | .Мај.         | .Јун.         | .Јул.         | .Авг.         | .Сеп.         | .Окт.         | .Нов.         | .Дец.         | .Год.            |
| -------------------------- | ------------- | ------------- | ------------- | ------------- | ------------- | ------------- | ------------- | ------------- | ------------- | ------------- | ------------- | ------------- | ---------------- |
| Средњи максимум, °C (°F)   | 2,5 (36,5)    | 3,7 (38,7)    | 7,9 (46,2)    | 13,4 (56,1)   | 19,3 (66,7)   | 24,8 (76,6)   | 27,9 (82,2)   | 26,7 (80,1)   | 22,5 (72,5)   | 16,6 (61,9)   | 11 (52)       | 5,4 (41,7)    | 15,2 (59,4)      |
| Просек, °C (°F)            | −1,5 (29,3)   | 0,0 (32)      | 3,7 (38,7)    | 9,1 (48,4)    | 14,6 (58,3)   | 20,0 (68)     | 23,2 (73,8)   | 22,4 (72,3)   | 18,4 (65,1)   | 12,4 (54,3)   | 7,2 (45)      | 1,7 (35,1)    | 10,9 (51,6)      |
| Средњи минимум, °C (°F)    | −5,5 (22,1)   | −4,3 (24,3)   | −0,3 (31,5)   | 4,7 (40,5)    | 10,1 (50,2)   | 15,2 (59,4)   | 18,6 (65,5)   | 18,1 (64,6)   | 13,8 (56,8)   | 8 (46)        | 3,3 (37,9)    | −2,3 (27,9)   | 6,6 (43,9)       |
| Количина падавина, mm (in) | 99,6 (39,21)  | 83,8 (32,99)  | 97,8 (38,5)   | 91,4 (35,98)  | 82,3 (32,4)   | 81,8 (32,2)   | 77,7 (30,59)  | 85,6 (33,7)   | 88,1 (34,69)  | 96,3 (37,91)  | 101,1 (39,8)  | 94,7 (37,28)  | 1.080,3 (425,31) |
| Извор: World Weather       |               |               |               |               |               |               |               |               |               |               |               |               |                  |

## Историја
Бостон су 17. септембра 1630. основали досељеници из Енглеске. Пуританци су након доласка из Енглеске, основали колонију Масачусетс Беј, а у неким списима се мешају са досељеницима који су основали колонију Плимут десет година раније. Ове две групе досељеника су историјски и религијски различите, и ове две колоније су тек 1691. године уједињене у Провинцију Масачусетс Беј.
Полуострво Шомут је превлаком физички било спојено са континенталним делом Северне Америке, а са једне стране је била окружено реком Чарлс, а са друге стране Атлантским океаном. На основу археолошких налаза установљено је да је полуострво било насељено америчким Индијанцима још у 5. веку п. н. е. Енглески досељеници су новоосновани град назвали Бостон, по Бостону у Енглеској, из којег је неколико угледних породица емигрирало у Нови свет.
Први гувернер колоније Масачусетс Беј Џон Винтроп, током церемоније проглашења првог гувернера одржао беседу, коју је назвао „Модел хришћанског милосрђа“ и која се темељила на идеји да Бостон има посебни савез са Богом. Досељеници су након оснивања града имали намеру да направе модеран град са добро организованом грађанском структуром и из те жеље основали су прву основну и средњу школу, Латинску школу Бостона (1635)), и први амерички универзитет, Харвард колеџ (1636). До средине 1700-их, Бостон је био највећи град британске Северне Америке.
Године 1770. Велика Британија је повећањем пореза покушала да успостави строжу контролу над својим колонијама. Повишени порез је био један од покретача идеје о револуцији, која је убрзо и уследила. Бројне битке током Америчке револуције су се одиграле у самом центру данашњег Бостона – Бостонски масакр, Бостонска чајанка, битка за Лексингтон и Конкорд, Битка код Банкер Хила и опсада Бостона. Током овог периода, Пол Ревир, данашњи национални симбол патриотизма у Сједињеним Државама, постао је познат по својој улози курира у револуцији.
Након револуције, као америчка лука најближа Европи, Бостон је убрзо постао један од најбогатијих међународних трговачких центара. Преко бостонске луке се извозио рум, риба, со и дуван. Захваљујући економском развоју града, млађе генерације бостонских породица постају део елите новог америчког друштва. Ове породице и до данас имају велику моћ, како политичку тако и финансијску, у америчком друштву. Познате су под називом Бостонски брамини или Прве породице Бостона. Године 1822. Бостон је добио статус града.
Закон о ембаргу из 1807. године, који је усвојен током Наполеонових ратова, у великој је мери сузбио пловидбу из луке у Бостону, па су грађани Бостона морали да пронађу нови начин обртања капитала, што је довело до развоја тешке индустрије и занатства. Индустрија је постала важан део привреде града и већ средином 1800-их индустријска производња је премашила приходе које би град имао да је остао при трговини из приобалних лука. Све до почетка 1900-их година, Бостон је био важан индустријски центар, нарочито у текстилној и кожној индустрији. Многобројне речице у близини града или притоке реке Чарлс олакшале су трговину текстилом и кожом у региону. И данас се могу видети многобројне старе текстилне фабрике у близини тих река. Касније, доласком железнице, индустрија се развила и по приградским насељима и трговина у великој мери модернизовала. Бостон је у ово време важио као културни, књижевни и научни центар, а то је остао и данас. Услед високог степена образовања локалног становништва, град је постао и центар покрета за укидање ропства у Сједињеним Државама.
До 1820. године, становништво града се удвостручило, и са новим приливом европских имиграната, и етнички састав града је постао разнолик. Током овог прилива имиграната, највећу групу чине ирски имигранти, којих је 1850. године било 35.000. Град је у другој половини 19. века имао свој други талас имиграната, од којих су најбројнији били Руси, пољски Јевреји и Французи из Квебека. Током овог периода, овако разнолико становништво је основало своје квартове, које и дан-данас носе назив по својим првим досељеницима. Тако су Италијани населили северни крај, Ирци Јужни Бостон, а руски Јевреји западни крај. Имигранти су са собом донели различите религије, традиције, домаћу храну као и језике. Захваљујући ирским и италијанским имигрантима, који су са собом донели католицизам, католици и данас чине најбројнију религијску групу у Бостону.
Између 1630. и 1890. локалне архитекте и грађевинци су изменили првобитни изглед Бостона тако што су многе мочваре и пешчаре постале део урбаног Бостона. Ову урбанистичку промену Волтер Мјур Вајтхил је у шали описивао као процес сечења брда како би се рупе попуниле. Један од највећих промена била је 1807. када је брдо Бикон потпуно поравнато како би се насула оближња мочвара. Тај део града је данашњи Хејмаркет сквер. На брду Бикон је данас зграда скупштине државе Масачусетс. Сама зграда се налази на делу којем је некад било врх брда.

## Демографија
Према попису становништва из 2010. у граду је живело 617.594 становника, што је 28.453 (4,8%) становника више него 2000. године.
|                   | 2020.            | 2010.            | 2000.            |
| Укупно            | 675 647 (100,0%) | 617 594 (100,0%) | 589 141 (100,0%) |
| Белци             | –                | 290 312 (47,01%) | 291 561 (49,49%) |
| Афроамериканци    | –                | 150 437 (24,36%) | 149 202 (25,33%) |
| Хиспаноамериканци | –                | 107 917 (17,47%) | 85 089 (14,44%)  |
| Азијати           | –                | 55 235 (8,944%)  | 44 284 (7,517%)  |
| Остали            | –                | 13 693 (2,217%)  | 19 005 (3,226%)  |

| Година | Становништво | Напомена | %±    |
| ------ | ------------ | -------- | ----- |
| 1790   | 18.320       |          | —     |
| 1800   | 24.937       |          | 361%  |
| 1810   | 33.787       |          | 355%  |
| 1820   | 43.298       |          | 281%  |
| 1830   | 61.392       |          | 418%  |
| 1840   | 93.383       |          | 521%  |
| 1850   | 136.881      |          | 466%  |
| 1860   | 177.840      |          | 299%  |
| 1870   | 250.526      |          | 409%  |
| 1880   | 362.839      |          | 448%  |
| 1890   | 448.477      |          | 236%  |
| 1900   | 560.892      |          | 251%  |
| 1910   | 670.585      |          | 196%  |
| 1920   | 748.060      |          | 116%  |
| 1930   | 781.188      |          | 44%   |
| 1940   | 770.816      |          | −13%  |
| 1950   | 801.444      |          | 40%   |
| 1960   | 697.197      |          | −130% |
| 1970   | 641.071      |          | −81%  |
| 1980   | 562.994      |          | −122% |
| 1990   | 574.283      |          | 20%   |
| 2000   | 589.141      |          | 26%   |
| 2010   | 617.594      |          | 48%   |

Према попису из 2000. године, у Бостону, без приградских насеља, живело је 589.141 људи. Процене за 2006. годину су те да у Бостону живи 596.630 људи, да град има 239.528 домаћинстава и 115.212 породица. У 2000. години густина насељености је била 12.166 људи на једну квадратну миљу, илити 4.697 људи на један. Од 25 највећих градова у САД (по броју становника), испред Бостона се налазе само Сан Франциско, Чикаго и Њујорк. Како већи део људи живи у приградским местима, током радног дана, број људи у Бостону може да се повећа и до 1,2 милиона људи. Према истом попису, из 2000. године, у Бостону је живело:
- 54,47% белаца
- 2,33% црнаца
- 0,4% америчких индијанаца
- 7,52% америчких азијата
- 0,06% потомака досељеника са пацифичких острва
- 7,83% других раса и
- 4,39% људи мешаних раса.

14,4% људи се изјаснило као Латиноамериканци (они који воде порекло из шпанског говорног подручја Северне и Јужне Америке). Људи ирског порекла чине највећу популацију белаца који су једне исте етничке групе, чак 15,8%. Италијани чине 8,3% становништва, док потомци Западно индијских острва чине 6,4%. Скоро половина тог броја чине људи са Хаитија.
Од 239.528 домаћинстава, 22,7% је имало децу млађу од 18 година, 27,4% су били брачни парови, 16,4% домаћинстава је било са једним старатељем - женом, док су 51,9% чинили појединци. 9,1% чине људи старији од 65 година, који су живели сами. Просечна величина домаћинства је била 2,31 и просечна величина породице је била 3,17 чланова.
Становништво по старости је подељено на следећи начин:
- 19,8% млађи од 18 година
- 16,2% 18-24 године
- 35,8% 25-44 године
- 17,8% 45-64 године
- 10,4% 65 година и старији

Однос жена и мушкараца у свим старосним групама је 100:92,8.
Однос жена и мушкараца за старосну групу, 18 и више, је 100:90,2.
Просечна примања у једном домаћинству годишње је 39.629$, и просечно годишње примање у једној породици је 44.151$. Мушкарци су имали просечно примање од 37.435$, док су жене имале 32.421$. Примање по глави становника је 23.353$. 19,5% становништва живи у сиромаштву. 25,6% млађих од 18 година и 18,2% старијих од 65 година живе у сиромаштву.

## Економија
Факултети и универзитети који се налазе у Бостону у великој мери доприносе локалној и регионалној економији. Ове високо-образовне установе су у протекле две деценије биле највећи разлог смањењу незапослености локалног становништва, јер са развојем ових установа дошло је и до повећања броја радних места. Поред значајности у запошљавању становништва, ове установе су и разлог што су многе светске мултинационалне корпорације отвориле своја представништва у и око Бостона. Према подацима министарства за развој града Бостона, из 2003. године, студенти који студирају у или око Бостона у фискалној 2002. години су допринели економији града 4,8 милијарди долара. Од свих америчких великих градова, Бостон добија највећу годишњу своту из федералне касе од Националних здравствених Института.
Туризам такође знатно доприноси економији града. У фискалној 2004. години, туристи су потрошили 7,9 милијарди долара, и по броју посетилаца поставили Бостон међу првих десет најпосећенијих градова у САД. Важне индустрије које делују у Бостону су у великој мери финансијске природе. Велике компаније које пружају приватна и друштвена осигурања су прве започеле са радом у Бостону, и одатле се прошириле преко целе Америке. Ово је учинило да Бостон, после Њујорка, постане финансијски центар САД. Бенк оф Америка и Соверн Бенк имају своја регионална седишта у Бостону Бостон такође има веома развијену штампарску индустрију која је уједно и најстарија у САД, са великим штампарско-издавачким кућама.
Према подацима из фискалне 2005. године Бостон је бројао 2.398.900 радника. Од тога :
- 1.200 је радило у рударству
- 100.500 у грађевини
- 231.200 у производњи
- 424.100 у комерцијали, трговини и транспорту
- 72.000 у информационом сектору (разни бирои, медији, сервисни информациони бирои, итд.)
- 182.800 у финансијском сектору
- 374.200 у разним професионалним делатностима (контролори лета, јавне службе, итд.)
- 431.600 у образовним и здравственим институцијама
- 206.900 у угоститељству и туризму
- 85.700 у разним службама
- 288.000 у локалној власти

Просечна плата радника у производњи је износила 18.65 америчких долара на сат.
Стопа незапослености је износила 4,9%

## Образовање
Бостон има репутацију интелектуалног центра САД, и зато носи надимак Атина Америке. Таква репутација долази из чињенице да у самом граду Бостону и у суседном Кембриџу, постоји више од сто колеџа и универзитета
Кампус Бостонског Универзитета се простире дуж реке Чарлс, на Комонвелт Авенији, док се медицински факултет универзитета налази у јужном делу града - Саут Енд. Универзитет Нортистерн, још један велики приватни универзитет се налази у познатом историјском комшилуку - Фенвеј. Колеџи Вилок, Симонс, Емануел и Вентворт , као и Масачусетсски колеџ за фармацију и здравствене науке такође се налазе близу Нортистерна и припадају делу званом Фенвеј. Универзитет Сафок, омањи приватни универзитет, познат у САД по свом правном факултету, налази СЕ на Бикон Хилу. Правни факултет Њу Ингланд универзитета је омањи правни факултет, који се налази у позоришном дистрикту града. Овај факултет је првобитно основан као правни факултет за жене. Емерсон колеџ са репутацијом као један од престижнијих колеџа за друштвене науке, новинарство, лингвистику и филм, се налази близу Бостон Комона (првог јавног парка у САД). Бостон колеџ, чији се првобитни кампус налазио у јужном делу Бостона, данас се налази у западном делу града, на граници двеју општина, Брајтона и Њутона. Кампус Бостон колеџа се и даље територијално шири недавном куповином земљишта од огранка Католичке Цркве у Бостону
Неколико великих универзитета се налазИ у суседном Кембриџу, мада имају зграде и у Бостону, те студенти могу имати предавања у истом дану у Бостону и у Кембриџу.  Универзитет Харвард је најстарија институција високог образовања у САД, и налази се великим делом у Кембриџу, дуж реке Чарлс. Факултети за бизнис и менаџмент Харвардског универзитета, као и медицински, стоматолошки и факултет здравствене заштите налазе се у Бостону, физички одвојени од кампуса у Камбриџу. Технолошки институт Масачусетса (МИТ) који је прво основан у Бостону, пресељен је у Кембриџ пошто се указала потреба за већим простором. МИТ је пресељен у Кембриџ 1916. године. Медицински факултет универзитета Тафтс обавља дужност надгледања рада Медицинског центра Нове Енглеске, док се остатак кампуса универзитета Тафтс налази у северној општини Бостона - Самервилу. Истерн Назарин колеџ у општини Квинси, једини је евангелистички хришћански колеџ у граду Бостону, и активан је у свакодневном раду хришћанског свештенства у Бостону.
Бостонски државни систем за образовање је најстарији у земљи. Овај систем чине све државне основне и средње школе у Бостону, и броји 57.000 ученика, од првог разреда основне школе до четвртог разреда средње школе. Систем броји 145 школа, међу њима и Бостонска латинска школа (најстарија државна основна школа у САД, основана 1635. године). Поред државних, Бостон броји и велики број приватних основних и средњих школа. 2002. године, бизнис магазин Форбс је оценио јавни систем државних школа у Бостону као најбољи систем државног образовања у САД, са просечном стопом ученика који заврше последњи разред средње школе од 82%. 2005. године систем који обухвата све државне школе је бројао
- 45,5% црнаца
- 31,2% ученика пореклом из латинске Америке
- 14,0% белаца
- 9,0% Азијата

Бостон је место неколико музичких и уметничких конзерваторијума - Уметнички институт Бостона, колеџ за примењену уметност Масачусетс, и Музички конзерваторијум Нове Енглеске (најстарији конзерваторијум у САД), Школа музеја лепих уметности, и музичка академија Беркли. Једини државни универзитет у Бостону је универзитет Масачусетс у општини Дорчестер, док су једина два двогодишња колеџа Роксбури Комјунити колеџ и Бункер Хил Комјунити колеџ у општини Роксбери.
За више информација погледајте:
- Универзитет Бостон
- Универзитет Нортистерн
- Вилок колеџ
- Симонс колеџ
- Емануел колеџ
- Вентворт колеџ
- Колеџ за фармацију и медицину Масачусетса
- Универзитет Сафок
- Емерсон колеџ
- Бостон колеџ
- Универзитет Харвард
- Технолошки институт Масачусетса (МИТ)
- Универзитет Тафтс
- Бостонска латинска школа
- Уметнички институт Бостона
- Колеџ за примењену уметност Масачусетса
- Школа Музеја лепих уметности
- Музички колеџ Беркли
- Универзитет Масачусетс
- Роксбури Комјунити колеџ
- Банкер Хил Комјунити колеџ
- Бостонски архитектонски колеџ
- Бостонски баптистички колеџ
- Бонстонски конзерваторијум
- Универзитет Нове Енглеске
- Оптометријски колеџ Нове Енглеске
- Музички конзерваторијум Нове Енглеске
- Бабсон колеџ
- Бентли колеџ
- Универзитет Брандајс
- Кембриџ колеџ
- Кури колеџ
- Јеврејски колеџ
- Хеленик колеџ
- Ласел колеџ
- Универзитет Лесли
- Маунт Ида колеџ
- Њубери колеџ
- Инжењерски колеџ Франклин В. Олин
- Реџис колеџ
- Велесли колеџ

## Култура
Као резултат великог броја давно основаних високо образовних институција, Бостон се сматра културним и интелектуалним центром Нове Енглеске. Град има неколико позоришта са фасадама налик на европске у погледу украса и стила. Град одржава многе фестивале, који често трају по цео викенд. Дочек Нове године, прослава Дана независности 4. јула и Бостон Поп концерт су три фестивала на почетку и на крају којих се увек одржава тридесето-минутни ватромет програм на обалама реке Чарлс и у луци на Атлантском океану. Бостон је познат по свом локалном дијалекту и акценту (бостонски акценат) који се умногоме разликује од дијалекта широм Нове Енглеске. Локално становништво изговара „Бостон“ као „Бастен“. За Бостон се такође везује кухиња Нове Енглеске у којој се истиче морска храна, нарочито ракови и јастози. Потомци имиграната из Ирске који су пре 20. века емигрирали у околину данашњег Бостона, данас имају веома јак политички и религиозни утицај. И дан данас у неким деловима града се осећа јак утицај Ирске културе, кроз постојање великог броја пабова, ресторана са ирском музиком и годишњим фестивалима којим се прослављају ирске традиције. Симбол Ирске - зелена детелина - се може наћи и као лого кошаркашког клуба Бостон Селтикс.

## Конзулати у Бостону
| Бразил       | Канада   | Турска     | Колумбија | Француска              | Костарика |
| Португалија  | Мексико  | Јапан      | Грчка     | Доминиканска Република | Словенија |
| Либан        | Јамајка  | Аустралија | Белгија   | Италија                | Норвешка  |
| Чиле         | Финска   | Хондурас   | Мађарска  | Исланд                 | Холандија |
| Монако       | Мароко   | Непал      | Пакистан  | Пољска                 | Боливија  |
| Румунија     | Сенегал  | Швајцарска | Тајланд   | Хаити                  | Барбадос  |
| Шри Ланка    | Аустрија | Немачка    | Израел    | Ирска                  | Еквадор   |
| Јужна Кореја | Шпанија  | Енглеска   | Венецуела | Мали                   | Данска    |
| Салвадор     | Перу     | Луксембург | Кипар     |                        |           |

## Криминал
Ниска стопа криминала у граду крајем 20. и почетком 21. века је производ успешне сарадње градске полиције са разним цивилним групама и грађанским покретима широм града и комшилука. Број убистава у граду је пао са 152 1990. године (26,5 на 100.000 људи) на 31 1999. године (5,26 на 100.000 људи). У последњих пар година, овај број је умео да варира и до 50%, у односу на претходну годину у исто време (60 убистава 2002. године, 39 2003. године, 64 2004. године и 75 2005. године). Иако број убистава годишње није ни приближно броју из 1990. године, многи грађани Бостона виде ово варирање као проблем, и сматрају да би бостонска полиција требало да примени нове тактике у спровођењу реда.

## Спорт
Бостон Ред Сокси (у свакодневном говору се зову просто „Сокс“) су један од бејзбол тимова који су основали Америчку Бејзбол Лигу (енгл. American League of Major League Baseball - МЛБ). Када су домаћини, тим игра на свом стадијуму - Фенвеј Парк, близу Трга Кенмор. Стадијум је саграђен 1912. године, и један је од најстаријих спортских арена који се активно и данас користи у САД. Бостон је град у којем је одиграна прва бејзбол игра новоосноване Светске Серије, 1903. године. Серија те године је играна између Ред Сокс-а (који су се тада звали Пилгрими (енгл. pilgrim значи досељеник) и Гусара из Питсбурга.
ТД Бенкнорт Гарден је спортска арена која се налази близу Северне станице, и арена у којој играју као домаћини два велика тима - Бостон Бруинс, хокејашки тим и члан америчке Националне хокејашке лиге (енгл. NHL), и Бостон Селтикс, кошаркашки тим и члан америчке Националне кошаркашке асоцијације (енгл. NBA). Бостон Селтикси су један од оснивача националне кошаркашке асоцијације, као и једини тим који има највећи број освојених титула из националних шампионата од 1957. до 1986. године.
Један од најпосећенијих спортских догађаја у Бостону је Бостонски маратон. Путања којом маратонци трче кроз град је дуга 42 km. Бостонски Маратон је најстарији маратон на свету. Одржава се сваког трећег понедељка у априлу, и први пут је одржан 1897. године, након успешног првог модерног маратона на летњим олимпијским играма, одржаним 1896. године. Као најстарији маратон, Бостонски маратон спада у један од светских најпрестижнијих маратона. Просечна посећеност је око 20.000 регистрованих учесника, док је на стоту годишњицу било 38.000 регистрованих учесника.
| Клуб                | Лига                              | Спот            | Стадијум           | Година оснивања | Шампионати        |
| ------------------- | --------------------------------- | --------------- | ------------------ | --------------- | ----------------- |
| Бостон Ред Сокс     | Национална Бејзбол Лига           | Бејзбол         | Фенвеј Парк        | 1901.           | 6 светских серија |
| Њу Ингланд Патриотс | Национална Фудбол Лига            | Амерички фудбал | Џилет стадијум     | 1960.           | 4 Супер боула     |
| Бостон Селтикси     | Национална кошаркашка асоцијација | Кошарка         | ТД Бенкнорт Гарден | 1946.           | 18 НБА титула     |
| Бостон Бруинс       | Национална хокеј Лига             | Хокеј           | ТД Бенкнорт Гарден | 1924.           | 5 Стенли Купова   |
| Њу Ингланд Револушн | Мејџор Лиг Сокер                  | Фудбал          | Џилет стадијум     | 1995.           | нема              |

## Здравствене установе и институције
Бостон је познат по високо-образовним установама као и великом концентрацијом научних компанија у пољу биотехнологије. Велики број ових установа су уско повезане са болницама широм Бостона, те су великим делом све болнице у Бостону универзитетске. Највећа концентрација здравствених установа се може наћи у делу Бостона који се у свакодневном говору назива ЛМА (на енглеском ел-ем-еј), тј. Лонгвуд Медикал Ерија. Овај део града се зове по Авенији која пролази делом града, Лонгвуд Авенија. У овом делу се налазе светски познате и веома велике болнице као што су Медицински центар Бет Исраел Диконес, Дечја болница Бостона, болнице Бригам и Вуменс, Онколошки институт Дана-Фабер, Медицински факлутет Универзитета Харвард, Стоматолошки факултет Универзитета Харвард и Институт за дијабетес Џослин. Многе ове установе имају као своје запослене многобројне добитнике Нобелових награда у разноразним пољима медицине и научног рада. Главна болница Масачусетса се налази близу дела познатог као Бикон Хил, где се уједно налази и скупштина града, док се у квартовима као Џамајка Плејн и Вест Роксбури налази велика градска болница - Медицински центар Бостон. Ова болница је универзитетска болница која служи студентима Медицинског факултета Универзитета Бостон. Медицински центар Нове Енглескер, који се налази у самом центру града, је универзитетска болница Универзитета Туфтс. Дечја болница Бостона и Медицински центар Бет Исраел Диконес су такође универзитетске болнице и опслужују студенте медицинског и стоматолошког факултета Харварда.

## Медији

### Новине
Дневне новине: Бостон Глоуб, Бостон Хералд, Бостон Метро (бесплатне новине, које се могу наћи у свим аутобусима и метроима), Бостон САДА (такође бесплатне новине које се могу наћи у јавном превозу), Ел Планета (такође бесплатне новине, штампане на шпанском језику).
Недељне новине: Бостон финикс, Импропер Бостониан, Викли Диг, Ла Семана (новине штампане на шпанском језику).), Беј Виндоус.
Новине штампане два пута у месецу: Барстул Спорт, Џуст Проперти (новине за продају и куповину некретнина), Џуст Ренталс Бостон (оглас новине за издавање станове), Stuff@night (магазин о ноћним дешавањима у Бостону).

### ФМ радио станице
| Фреквенција () | Назив станице | Програм                                                                               |
| -------------- | ------------- | ------------------------------------------------------------------------------------- |
| 88,1           |               | музика разноврсног жанра студентског радија ()                                        |
| 89,7           |               | Државна јавна станица, финансирана из федералног буџета (класична музика, џез музика) |
| 90,9           |               | Државна јавна станица, финансирана из федералног буџета (класична музика, вести)      |
| 92,9           |               | Алтернативни рок                                                                      |
| 93,7           |               | Најновији хитови, вести                                                               |
| 94,5           |               | Топ 40, урбана музика ( 94-5)                                                         |
| 96,9           |               | Талк шоу                                                                              |
| 97,7           |               | Вести, говорни програм, интервјуи                                                     |
| 98,5           |               | Поп музика, РнБ                                                                       |
| 99,5           |               | Европска класична музика ( 99.5)                                                      |
| 100,7          |               | Класични рок ()                                                                       |
| 101,7          |               | Алтернативна музика                                                                   |
| 102,5          |               | Кантри музика ( 102,5)                                                                |
| 103,3          |               | Стари шлагери ( 103,3)                                                                |
| 104,1          |               | Рок н Рол ()                                                                          |
| 105,7          |               | Класична музика                                                                       |
| 106,7          |               | Поп хитови, Р н Б, реп, топ 40 ( 106.7)                                               |
| 107,3          |               | Рок н рол                                                                             |
| 107,9          |               | Топ хитови 40 Билборд листе ( 108)                                                    |

### Телевизијске станице
Као свуда у САД, Бостон има ограничен број ТВ станица за које нису потребне претплате, и које се аутоматски могу наћи на ТВ пријемнику када се ТВ укључи. За све остале станице, потребно је претплатити се на кабловску мрежу, и одабрати листу многобројних ТВ станица. Списак ТВ станица који следи је списак станица које грађани Бостона добијају без претплате на кабловску мрежу.
| Канал | Назив ТВ станице | Мрежа којој припада      |
| ----- | ---------------- | ------------------------ |
| 2     |                  | , државна ТВ станица     |
| 4     |                  |                          |
| 5     |                  |                          |
| 7     |                  |                          |
| 25    |                  |                          |
| 27    |                  | Мрежа на шпанском језику |
| 32    |                  | Мрежа на шпанском језику |
| 38    |                  | Независна ТВ станица     |
| 44    |                  | , државна ТВ станица     |
| 46    |                  |                          |
| 48    |                  |                          |
| 56    |                  |                          |
| 60    |                  | Мрежа на шпанском језику |
| 62    |                  | Шопинг канал             |
| 66    |                  |                          |
| 68    |                  |                          |

## Саобраћај
Међународни аеродром Логан, који се налази у Источном Бостону услужује сав ваздушни саобраћај Бостона и околине. Поред аеродрома Логан, у близини Бостона налазе се и три посредна општинска аеродрома, Беверли општински аеродром на северу од Бостона, Бедфорд/Хенском аеродром западно од града и Норвуд Мемориал аеродром јужно од града.
Улице Бостона нису организоване на пример као улице Њујорка где су улице у облику правоугаоне мреже са правим линијама. Улице Бостона су грађене спонтано како је град растао кроз векове. Ово спонтано додавање улица по потреби је довело до тога да многе улице одједном или губе или добијају по једну траку, и мењају имена по комшилуцима, иако је реч о једној улици. Марта 2006. америчка асоцијација бициклиста је навела Бостон као један од најгорих градова за вожњу бициклом у Сједињеним државама . Упркос томе, Бостон има један од највећег броја бициклиста који дневно користе бицикл као средство транспорта
Надлештво за саобраћај Масачусетског залива, скраћено МБТА (Massachusetts Bay Transportation Authority) је државна служба која је еквивалентна Градском саобраћајном предузећу у Београду. МБТА је предузеће које је прво у Сједињеним Државама инвестирало у подземни транспорт, што је уједно био и први метро у Сједињеним Државама. Данас су линије метроа дуге 105 km, и пружају се у сва четири правца града опслужујући сва приградска насеља. МБТА се у свакодневном говору назива Т.
Поред метроа, МБТА град и приградска насеља опслужује аутобусима, као и удаљена насеља возом, чија је мрежа дугачка 321 km. Јавни превоз игра велику улогу у свакодневном животу грађана Бостона, и тиме чине МБТА један од најпосећенијих јавних превоза у Сједињеним Државама